# Mount Shasta
Der Mount Shasta (in der Karok-Sprache: „Úytaahkoo“, dt. „Weißer Berg“) ist ein Stratovulkan im Norden des US-Bundesstaats Kalifornien. Der gleichnamige Ort Mount Shasta mit etwa 3000 Einwohnern liegt am Fuß des Berges auf 1100 Metern Seehöhe.
Er ist mit einer Höhe von 4317 m nach dem Mount Rainier der zweithöchste Berg der Kaskadenkette, der zweithöchste Vulkan der USA, einer der höchsten Berge Kaliforniens und nach Harris die höchste Landform der USA außerhalb Alaskas. Mit einem Volumen von ca. 350 km³ (und einem Durchmesser von ca. 27 km) ist der Mount Shasta zudem der Vulkan mit dem größten Volumen innerhalb der Kaskadenkette. Kein anderer Vulkan der Kaskadenkette hat so viel Eruptionsmaterial zu Tag gebracht wie der Mount Shasta. Er ist auch heute noch vulkanisch aktiv. In der Kaskadenkette liegt nur der Lassen Peak weiter südlich.
Seit 1976 hat der Berg den Status eines National Natural Landmarks. Er liegt innerhalb des Shasta-Trinity National Forest.

## Geologie, Geomorphologie und Eruptionsgeschichte

### Generelles
Der Vulkankörper des Mount Shasta ruht auf Grundgesteinen, deren Oberfläche auf ca. 1100 bis 1400 m liegt. Dabei handelt es sich hauptsächlich um Mudstone-, Schiefer- und Kalkstein-Schichten, welche devonischen bis jurassischen Alters sind, sowie um Quarzit.
Die außerordentliche Größe des Mount Shasta lässt sich dadurch erklären, dass es sich bei dem Berg um einen aus vier einzelnen Kegeln zusammengesetzten Vulkankomplex handelt. Diese, sich überlappenden, einzelnen Bestandteile können auch heute noch nachvollzogen werden. Jeder dieser Kegel zeigt die Charakteristika eines Stratovulkans. Der Löwenanteil des Vulkankörpers besteht aus silikatischem Andesit bis Dazit mit einem Anteil von ungefähr 58–64 % SiO2. Die Zusammensetzung des Gesteins deutet darauf hin, dass das Magma aus vergleichsweise tiefen Kammern eruptiert wurde. Das Vorhandensein von Dazit zeigt, dass ein Teil des Magmas zumindest eine Zeitlang in höheren Bereichen verweilte. Im Einklang mit der Tatsache, dass der Mount Shasta intermediäres Gestein produziert, stehen die blockigen Lavaströme, die rund um den Berg zu finden sind.
Die ältesten vulkanischen Gesteine, die auf das Aktivitätszentrum des heutigen Vulkans zurückzuführen sind, sind 593.000 Jahre alt. Bis vor ca. 300.000 bis 380.000 Jahren hatte sich ein Vulkankörper gebildet, der ungefähr die gleichen Ausmaße hatte wie Mount Shasta heute. Zu dieser Zeit kollabierte die gesamte Nordwestflanke des Berges, ein Ereignis, das wahrscheinlich die größte gravitative Massenbewegung in der geomorphologischen Geschichte des Gebiets der heutigen Vereinigten Staaten darstellt. Das dabei bewegte Volumen betrug schätzungsweise 45 km³, was dem Zehnfachen dessen entspricht was beim Abrutschen der Nordflanke des Mount St. Helens 1980 bewegt wurde. Das Material verteilte sich auf eine Fläche von 675 km² und der resultierende Ablagerungskörper reicht bis zu 49 km weit vom Gipfel des Mount Shasta. Noch heute sind hunderte von kleinen Hügeln und Rücken Anzeiger dieses enormen Ereignisses. Die dadurch entstandene Hohlform im Berg ist danach vollständig von neuerem Eruptionsmaterial gefüllt worden. Von dem ursprünglichen Vulkankörper findet sich heute nur noch ein kleiner Rest auf der Westseite des Berges.

### Primäre Kegel

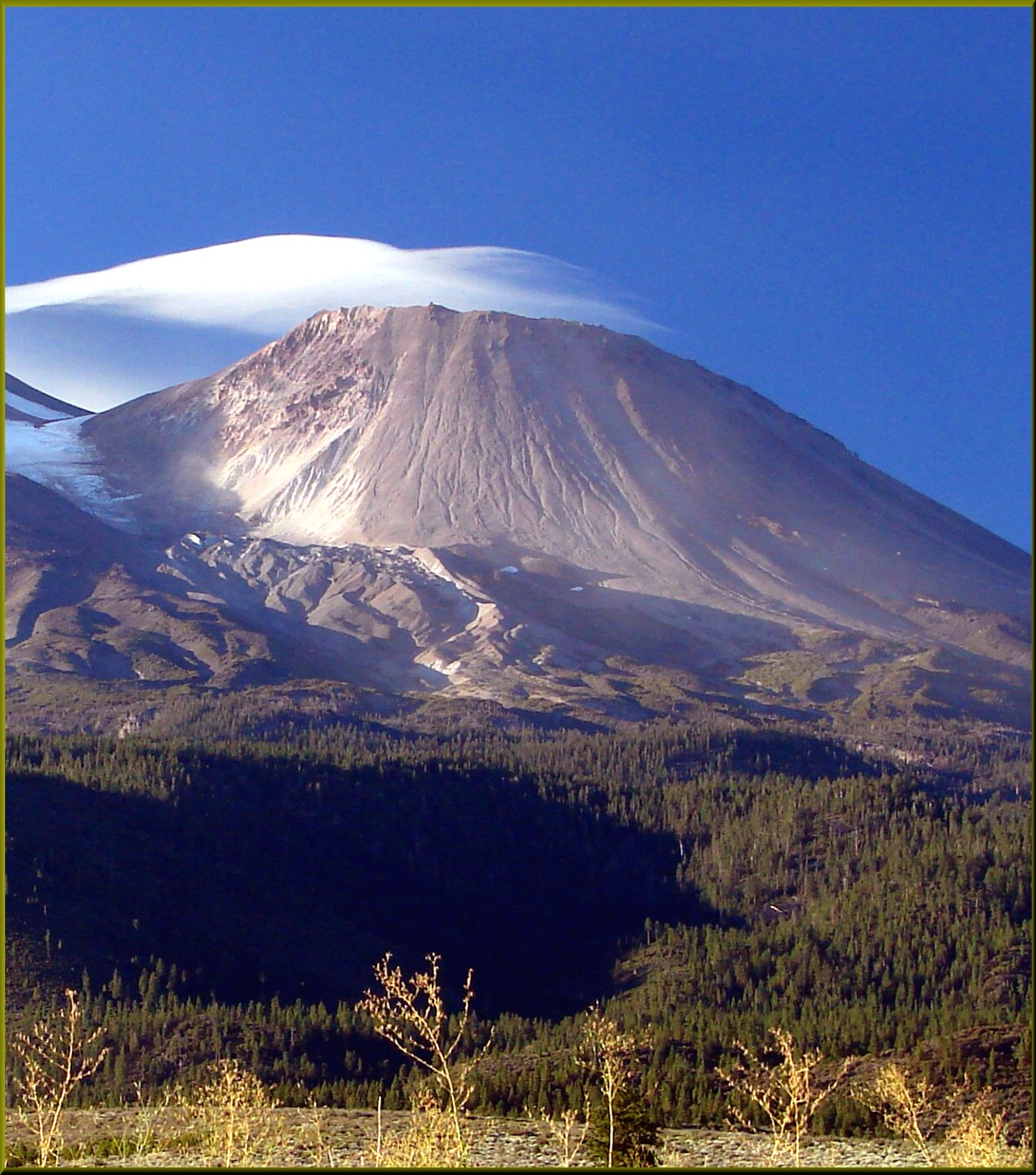
Shastina

Am Mount Shasta lassen sich vier primäre Ausbruchskanäle differenzieren, die jeweils mit einem Vulkankegel assoziiert sind: Sargents Ridge, Misery Hill, Shastina und Hotlum.
- Sargents Ridge ist mit ca. 250.000 Jahren der älteste Kegel und seine Produkte sind heute hauptsächlich auf der Südseite des Vulkankörpers sichtbar.
- Misery Hill wurde vor rund 130.000 Jahren gebildet.[12] Er bildet heute einen großen Teil des oberen Teils des Berges und ruht auf der ehemaligen Nordflanke von Sargents Ridge.
- Shastinas Alter beläuft sich auf ca. 9.700 bis 9.400 Jahre. Seine Entstehung mag zeitlich mit der von Hotlum überlappen, wobei Shastina ein wenig älter erscheint. Der Kegel ist im heutigen Landschaftsbild als charakteristischer Sekundärkegel im Westen des Gipfelaufbaus leicht erkennbar (siehe Titelfoto rechts) und erreicht eine Höhe von ca. 3.790 m.[3] Er besteht hauptsächlich aus pyroxenreichem Andesit.[13] Seine Hänge sind recht steil und werden von Schutt multipler Lavadom-Kollapse bedeckt. Wiederholte pyroklastische Ströme haben an seiner Westflanke eine Schlucht erodiert („Diller's Canyon“).[14] An den unteren Hangbereichen traten mehrfach hochvolumige Lavaströme blockiger Natur aus.[15] Wäre Shastina ein eigenständiger Berg, so wäre er der vierthöchste Gipfel der Kaskadenkette (hinter Mount Rainier, Mount Rainiers Liberty Cap und Mount Shasta selbst).[16]
- Hotlum („steiler Felsen“ in der Sprache der Wintun-Indianer)[17] bildet den heutigen Gipfelbereich sowie die Nord- und Nordwesthänge des Berges, welche von mächtigen andesitischen Lavaströmen charakterisiert sind. Der Gipfel selbst ist ein erodierter, silikatischer Lavadom.[1][18] Hotlum ist der einzige Kegel der in den vergangenen 3.500 Jahren aktiv war. Der Hauptkrater hat einen Durchmesser von ca. 800 m und wird von fünf sich überlappenden Lavadomen ausgefüllt, deren bildendes Material einen hohen Pyroxen- und Hornblendeanteil hat.[19] Nahe dem Gipfel befinden sich kleine Fumarolen. Die austretenden Gase haben eine Temperatur von ca. 84 °C. Die allgemeine Aktivität der Fumarolen erscheint abnehmend.[20][21] Ebenfalls nahe am Gipfel befindet sich eine saure heiße Quelle. Die Temperatur des austretenden Wassers variiert zwischen 72 und 85 °C.[22]

Jeder der vier primären Kegel wurde auf ähnliche Weise gebildet. Auffällig ist, dass deren Entwicklungsdauer jeweils relativ kurz war (einige hundert oder tausend Jahre). Dabei waren die Ausbildung von dazitischen Lavadomen, Schlackekegeln und pyroklastische Ströme die tragenden Prozesse. Lavaströme traten vor allem an den Seiten der Schlackekegel auf.
Nur zwei der Kegel wurden von glazialer Erosion im Pleistozän überformt (vgl. unten).

### Sekundäre Kegel
Neben den oben aufgeführten Hauptkegeln gibt es an Shastas Hängen und der näheren Umgebung untergeordnete Dome und Kegel. Viele dieser liegen entlang in zweier Spalten, eine in Nord-Süd- und eine in Ost-West-Richtung verlaufend, ein Umstand, der Howel dazu bewog, die Entstehung der Aktivitätszentren diesen zuzuschreiben. Die auffallendste dieser sekundären Landformen stellt Black Butte dar, ein fast vollkommen symmetrischer Lavadom westlich Mount Shastas. Er erhebt sich ca. 760 m über seine direkte Umgebung und erreicht eine absolute Höhe von ca. 1930 m. Seine Entstehung erfolgte im Holozän. Andere Dome und Schlackekegel an Shastas Flanken sind u. a. Bear, Black und Red Butte. Besonders viele, namenlose, Schlackekegel und Dome liegen entlang der Nord-Süd-Achse des Berges.

### Prominente Lavaströme
Mit der Bildung von Shastas Kegeln sind mehrere Lavaströme assoziiert. Viele von ihnen wurden nicht direkt an den Kegelspitzen, sondern unterhalb davon eruptiert. Die wichtigsten davon sind:
- Lava Park Flow: Er hat seinen Ursprung neun Kilometer vom heutigen Gipfel und bewegte sich die nordwestliche Flanke hinunter. Er ist bis zu 110 m dick und ca. 9.500 Jahre alt. Er besitzt eine sehr raue Oberfläche.[28][29]
- Military Pass Flow: Dieser Lavastrom befindet sich auf der nordöstlichen Seite des Berges. Er ist neun Kilometer lang und an seiner Front 145 m dick. Damit ist er der mächtigste Lavastrom am Mount Shasta. Er nahm am Gipfelkegel seinen Ursprung und ist der jüngste Lavastrom am Berg.[28]

### Bedeutende Tephralagen
Während des Holozäns hat Mount Shasta nur selten bedeutende Mengen an Tephra produziert. Nach Hoblitt et al., and Miller wurden nur zwei erwähnenswerte Lagen geringen Volumens identifiziert. Alle Autoren erwähnen dabei eine Eruption vor 9.700 Jahren, die die heute unter Alpinisten bekannte Tephralage „Red Banks“ produziert hat. Diese stellt unter Geomorphologen einen beliebten Marker für das Holozän dar und besteht aus stark oxidiertem, teilweise zusammengebackenem Dazit und daziitisch-andesitischem Bims. Die dafür verantwortliche Eruption hatte ein Volumen von ungefähr 0,1 km³ und ihre Ablagerungen bedecken eine Fläche von 350 km².

### Pyroklastische Ströme
Ablagerungen pyroklastischer Strömen finden sich heute auf jeder Seite des Berges. Black Butte, Shastina and Hotlum waren diesbezüglich besonders produktiv. Wiederholte Ströme haben am Shastina-Kegel den Diller Canyon geformt und dabei eine Distanz von bis zu 18 km vom Krater erreicht. Eine kleine Übersicht der vergangenen Ereignisse kann in Miller gefunden werden.

### Aktivität im Holozän und aktuelle Überwachung
In den vergangenen 10.000 Jahren ist der Mount Shasta mindestens 13-mal ausgebrochen, achtmal innerhalb der letzten 4.500 Jahren und dreimal in den vergangenen 750 Jahren. Nur Mount St. Helens ist im Holozän häufiger ausgebrochen als Mount Shasta. Diese Eruptionen traten nicht in regelmäßigen Abständen auf, sondern gehäuft in durch ruhigen Zeitabschnitte (bis zu 2.000 Jahre) getrennten Aktivitätsperioden. Der letzte Ausbruch fand wahrscheinlich im Jahre 1786 statt. Dieser wurde unter Umständen von Jean-François de La Pérouse beobachtet. Eine Radiokarbondatierung hat einen Zeitpunkt der letzten Eruption vor ca. 200 Jahren bestätigt. Eine leichte Dampferuption fand möglicherweise im Jahre 1855 statt. Die Präsenz von Fumarolen am Gipfel (vgl. oben) könnte ein Anzeiger für sich immer noch unter dem Berg befindendes Magma sein.
Die Aktivität des Mount Shasta wird mittels Seismographen überwacht.

## Rezente und pleistozäne Vergletscherung
Die Gipfelregion beherbergt fünf Gletscher. Neben den Hotlum, Wintun und Mud Creek Glaciers auch den größten Kaliforniens, den Whitney Glacier. Keiner von ihnen reicht unter ca. 2.900 m. Sie stellen keine Überreste der pleistozänen Vergletscherung dar, sondern ihre Entstehung ist zeitlich in das Holozän zu stellen.
Während des Pleistozäns war der Vulkan stark vergletschert: Kare auf der Süd- und Südostseite und Moränen in den Ausläufern sind Zeugen dafür. Der Kegel (siehe oben) Sargents Ridge wurde während der Illinoischen und Wisconsischen Vereisungsphase stark erodiert, Misery Hill nur während der Wisconsischen. Da die Eruptionszentren Shastina und Hotlum aus dem Holozän stammen, konnten die entsprechenden Kegel ihre Form bis heute mehr oder wenig erhalten.

## Hydrologie
Da der Mount Shasta als Berg relativ isoliert steht, ist er das Zentrum eines fast radialen Flusssystems. Drei regional bedeutende Flusssysteme entwässern die Flanken des Vulkankomplexes: Der Shasta River im Nordwesten, der Sacramento River im (Süd-)Westen und der McCloud River im Osten. Die unteren Bereiche des Berges werden vielerorts durch von Muren und pyroklastische Strömen abgelagertem Material gebildet. Diese Ablagerungen haben eine Neigung von nur ca. 5° und werden von Partikeln recht großer Korngrößen gebildet, weshalb viele Bäche, die weiter oben am Berg entspringen, in den unteren Bereichen versickern.

## Alpinismus

### Besteigungsgeschichte
Die Erstbesteigung gelang am 14. August 1854 Elias D. Pierce. Die ersten Frauen am Gipfel waren Mary A. White, Harriet Catherine Eddy, Mary (Campbell) McCloud, Ann A. Lowery und Susan (Hodgeboom) Gage.
Im Jahr 1998 gelang es Robert Webb, den Gipfel innerhalb von 24 Stunden sechsmal zu erklimmen. Er bewältigte dabei insgesamt 11.500 Höhenmeter, was einen Weltrekord darstellte.
Im Schnitt sterben zwei Personen im Jahr am Berg und nur die Hälfte der 12.000 Personen, die eine Besteigung versuchen, erreicht den Gipfel.

### Heutige Normalwege
Auf den Mount Shasta gibt es heute eine Vielzahl an dokumentierten und teils ausgetretenen Wegen. Normalerweise benötigt man für Auf- und Abstieg zwei Tage:

#### Südwestseite

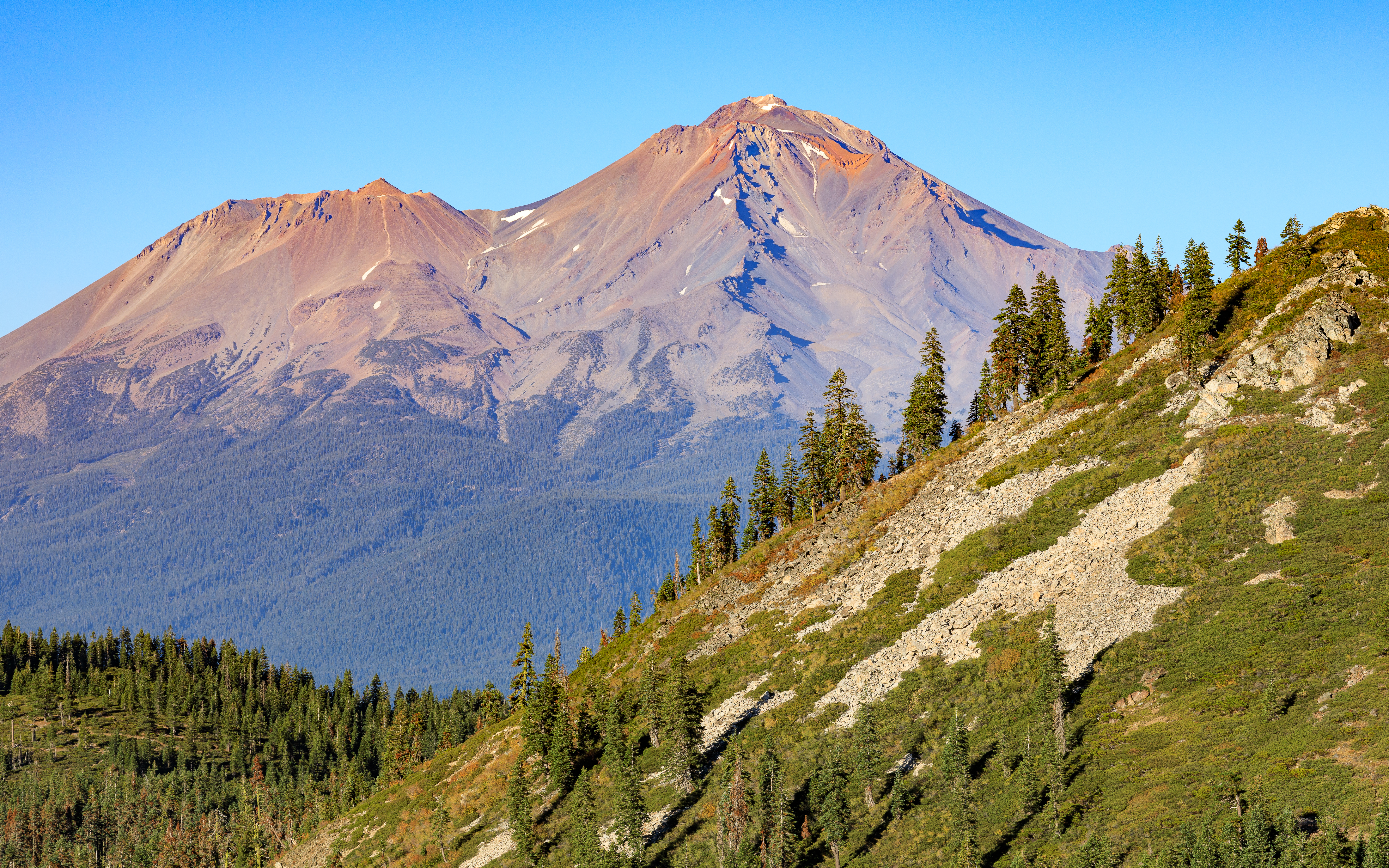
Mount Shasta von Südwesten aus gesehen (September 2020)

- Avalanche Gulch: Die beliebteste Route auf den Gipfel verläuft durch die Avalanche Gulch genannte Hohlform auf der Südwestseite des Berges. Sie beginnt am Wandererparkplatz Bunny Flat (ca. 2120 m).[53] Schnell wird die Hütte des Sierra Clubs („Horse Camp“) und der angeschlossene Zeltplatz auf ungefähr 2410 m erreicht. Anschließend gelangt man über steile Spitzkehren zum See Helen Lake (3180 m), wo im Rahmen der typischen Zweitagestour normalerweise gezeltet wird. Den anspruchsvollsten Teil des Weges stellt das Steilstück oberhalb des Sees dar, an dessen Ende die sogenannten Red Banks (3960 m) überwunden werden müssen. Dies stellt aufgrund der Steilheit und des oft vorhandenen Schnees die technische Schlüsselstelle auf der Avalanche Gulch Route dar. Nach den Red Banks geht man auf flacherem Gelände auf den Misery Hill Kegel.[54]
- Casaval Ridge: Der Weg über die Casaval Ridge ist steiler, technischer und ausgesetzter als die Avalanche Gulch Route und zweigt nahe Horse Camp von diesem ab. Er wird am besten begangen, wenn viel Schnee liegt. Übernachtet wird gerne am oberen Ende des Giddy Giddy Gulch (2990 m). Die Route erreicht den Gipfelaufbau nördlich der Red Banks.[55]
- Cascade Gulch: Diese Route bietet sich an, wenn man sowohl Shastina als auch den Hauptgipfel erreichen möchte. Die Route verläuft durch den Graben zwischen diesen beiden Kegeln.[56]
- Green Butte Ridge: Diese Route folgt dem Grat, der die Avalanche Gulch östlich begrenzt. Aufgrund der relativen Lawinensicherheit im unteren Teil ist sie im Winter sehr beliebt, aber sehr windexponiert. Auf ca. 3660 m vereinigt sich der Grat mit Sargents Ridge.[57]
- Sargents Ridge: Dieser Weg im unteren Teil über den Grat östlich von Green Butte Ridge. Er erfordert kein großes technische Können, ist aber ausgesetzt. Er wird am besten in der ersten Hälfte der Besteigungssaison begangen.[58]
- West Face: Der Weg über die Westflanke ist ähnlich einfach wie die Standardroute durch die Avalanche Gulch, allerdings etwas länger. Von der Sierra Club Hütte quert man nach Norden. Auf ungefähr 2800 m finden sich gute Möglichkeiten für ein Biwak. Anschließend verläuft die Route gerade durch die auffällige Runse in der Westflanke. Die Route empfiehlt sich besonders am Anfang der Besteigungssaison, wenn noch genug Schnee liegt.[59]

#### Ostseite
- Clear Creek: Aus technischer Sicht ist diese Route die einfachste auf den Mount Shasta, ist aber vergleichsweise lang. Frisches Wasser und Zeltmöglichkeiten befinden sich auf ca. 2620 m[60]
- Hotlum/Wintun Snowfield: Dieser Weg verläuft über das ganzjährige Schneefeld zwischen den Hotlum und Wintun Gletschern. Gestartet wird am Wanderparkplatz Brewer Creek. Oberhalb der Baumgrenze wird es schnell steil. Biwakplätze findet man auf ca. 3000 m. Die Schlüsselstelle befindet sich am sog. “Ship Rock” auf 4020 m.[61]
- Wintun Glacier: Die Route verläuft über den Wintungletscher und ist dem erfahrenen Gletschergänger vorbehalten.[62]

#### Nordseite

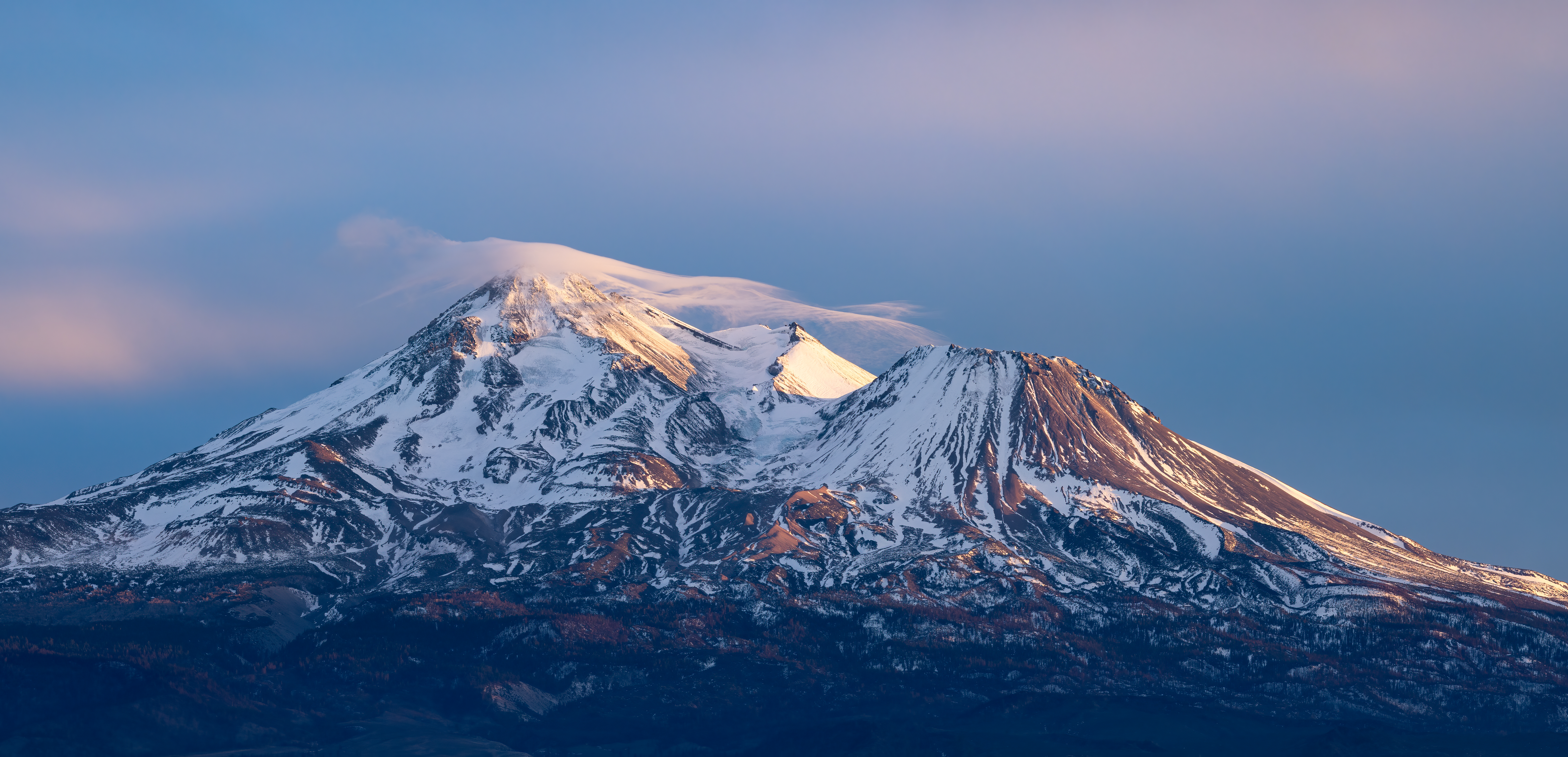
Die Nordseite von Mount Shasta im Abendlicht, Januar 2022

- Bolam/Whitney Ridge: Eine relative selten begangene Route, die nicht oft gute Bedingungen bietet. Vom untere Ende des Bolam Glaciers traversiert man auf eine Rampe links des Whitney Glaciers.[63]
- Bolam Glacier: Eine einfache Gletschertour. Man startet vom Wandererparkplatz Northgate. Nach einem halben Tag erreicht man den Gletscher. Hier kann man auch zelten.[64]
- Hotlum/Bolam Ridge: Vergleichsweise anspruchsvolle Tour. Man startet am Northgate Wanderparkplatz. Zelten kann man an der Baumgrenze oder bei ca. 3050 m, wo es auch Wasser gibt. Oberhalb folgt man der Seitenmoräne zu einer Rampe, auf der man leicht bis auf 3990 m gelangt. Steiles Gelände führt dann über den Bolam Gulley und am Grat auf den Nordgipfel. Von hier verfolgt man den Grat zum Hauptgipfel.[65]
- Hotlum Glacier: Vergleichsweise selten begangen und erfahrenen Alpinisten vorbehalten. Start am Wandererparkplatz Brewer Creek. Biwakiert werden kann am Fuß des Gletschers. Da der Hotlum Glacier überquert wird, handelt es sich um eine richtig Hochtour, während derer Gletscherspalten überwunden werden müssen. Je höher man kommt, desto schwieriger wird die Routenfindung. Wird am besten im Herbst begangen.[66]
- Whitney Glacier: Auch auf diese Tour startet man vom Northgate Wandererparkplatz. Über den Bolam Glacier erreicht man den Whitney Glacier. Im unteren Teil des Gletschers ist die Routenfindung schwierig, weiter oben besteht Steinschlaggefahr.[67]

Es gibt momentan keine Quotenregelung, was die Anzahl der Besteigungen angeht. Dennoch müssen Bergsteiger eine Besteigungserlaubnis und einen „Wilderness permit“ für Übernachtungen in der Wildnis einholen. Diesen kann man entweder in den Rangerstationen in Mount Shasta oder McCloud erhalten oder sich an den Wandererparkplätzen selbst ausstellen.

## Religiöse Bedeutung
Verschiedene religiöse Gruppen sehen in dem Berg einen spirituell bedeutenden Ort. Für die in der Gegend ansässigen Indianer – vor allem die gleichnamigen Shasta, für Klamath, Karok und Achumawi – war der Berg schon vor langer Zeit ein heiliger Ort. Seit dem späten 20. Jahrhundert wird der Berg auch von New-Age-Anhängern, UFO- und Bigfoot- und Reptiloiden-Gläubigen als besondere Lokalität betrachtet. Nach einem anderen Mythos beherbergt das Innere des Berges Überlebende des Untergangs von Lemuria.

## Bildgalerie

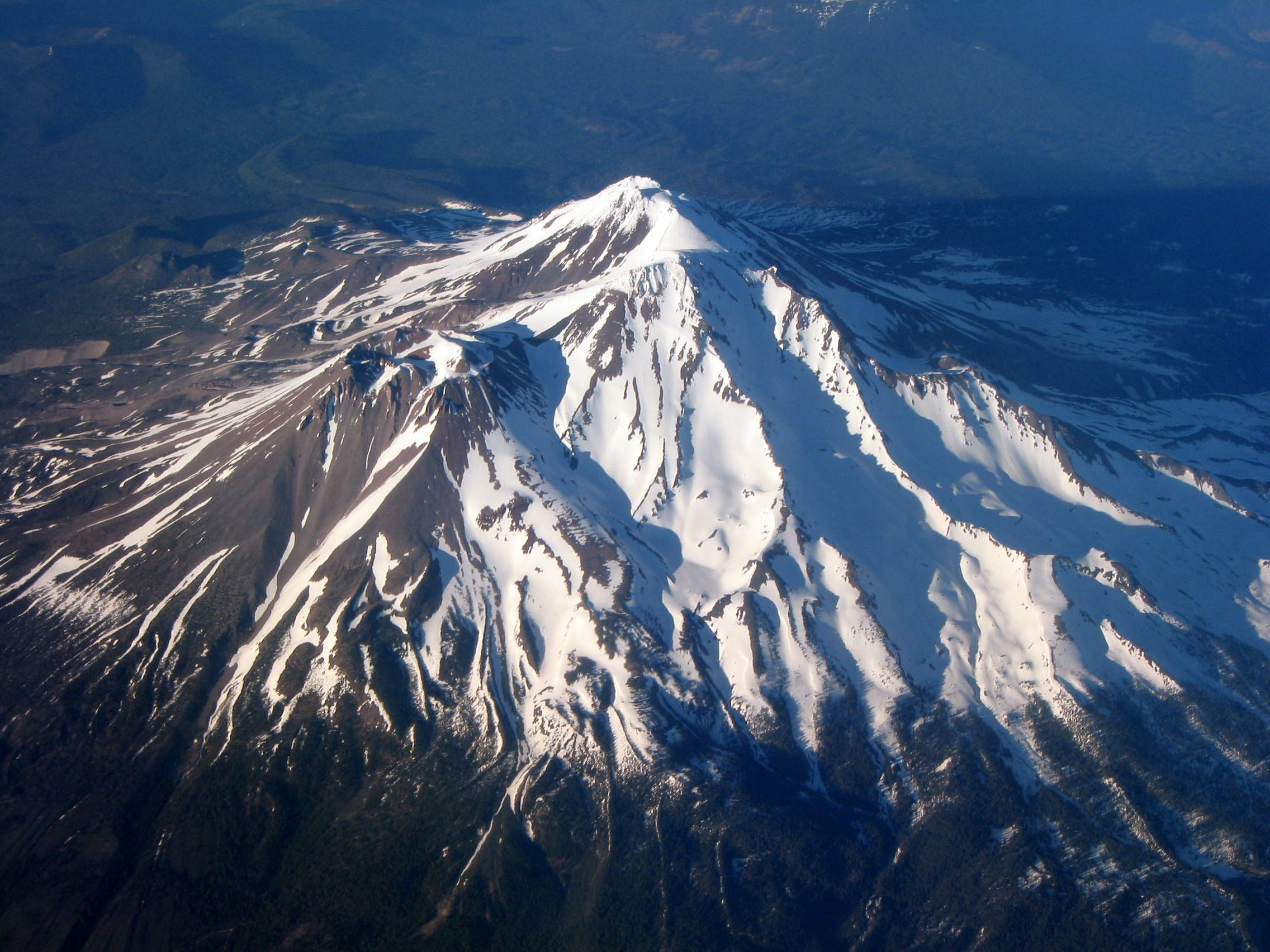
Luftaufnahme (2006)
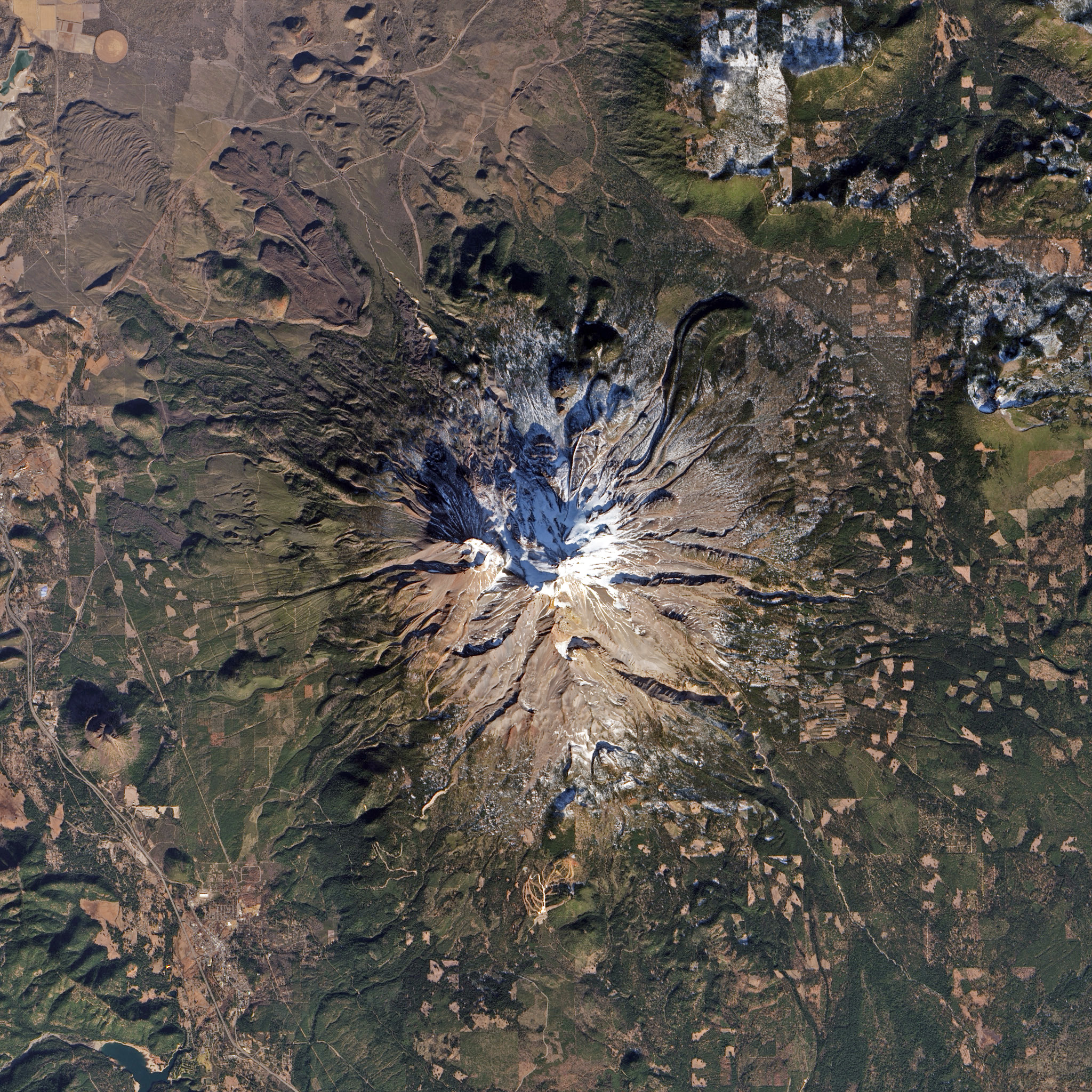
Aufnahme von Landsat 8 (2014)
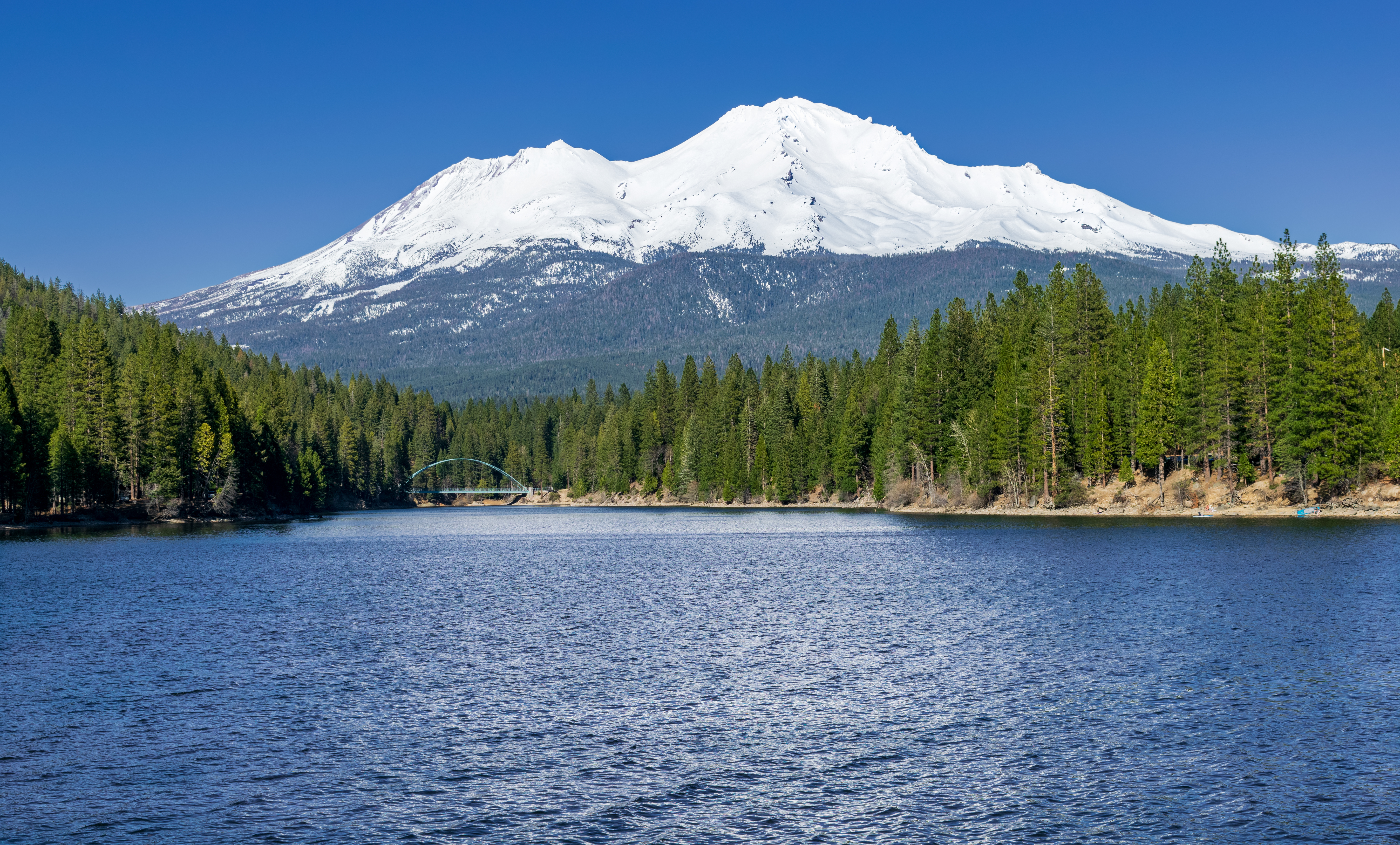
Blick vom Lake Siskiyou (2024)